# Dicranomyia intricata
Dicranomyia intricata är en tvåvingeart som beskrevs av Alexander 1927. Dicranomyia intricata ingår i släktet Dicranomyia och familjen småharkrankar. Enligt den finländska rödlistan är arten nära hotad i Finland. Arten är reproducerande i Sverige. Artens livsmiljö är öppna, mineralfattiga myrar. Inga underarter finns listade i Catalogue of Life.